# Zodarion affine
Zodarion affine là một loài nhện trong họ Zodariidae.
Loài này thuộc chi Zodarion. Zodarion affine được Eugène Simon miêu tả năm 1870.